# 1844年哲學
1844年哲學事件  

## 著作
- 麥克斯·施蒂納 – 《自我和自己》
- 索倫·奧貝·克爾凱郭爾 –  《哲學片段（英语：Philosophical Fragments）》[1]、《序言（英语：Prefaces）》[2]、《焦慮的概念（英语：The Concept of Anxiety）》[3]
- 阿图尔·叔本华 – 《作为意志和表象的世界》（德語：Die Welt als Wille und Vorstellung）二卷

## 出生
- 4月27日 – 阿洛伊斯·里爾（英语：Alois Riehl）, 奧地利哲學家，死於1924年。
- 10月15日 - 弗里德里希·尼采 ，死於1900年。

## 死亡
- 5月6日 – 埃恩斯特·特奧多爾·埃赫特米爾, 德國作家、美學家和哲學家，生於1805年。[4]
- 7月11日 – 葉夫根尼·阿布拉莫維奇·巴拉滕斯基, 俄國詩人和哲學家，生於1800年。
- 11月14日 –約翰·阿伯克羅姆比（英语：John Abercrombie (physician)）, 蘇格蘭 醫師和哲學家，生於1780年。[5]